# Shinagawa Mitsubishi Building
Le Shinagawa Mitsubishi Building (品川グランドセントラルタワー) est un gratte-ciel construit à Tokyo de 2000 à 2003 dans le quartier Minato-ku (Tokyo). Il mesure 148 mètres de hauteur. Il fait partie du complexe Shinagawa Grand Commons qui comprend notamment le Mitsubishi Heavy Industries Building.
Il abrite des locaux de certaines sociétés du groupe Mitsubishi.
L'immeuble a été conçu par la société Mitsubishi Estate Co.